# Михайлівці (Словаччина)
Миха́йлівці (словац. Michalovce, Міха́ловце) — місто, громада, адміністративний центр округу Михайлівці, Кошицький край, східна Словаччина.

## Географія
На околицях Михайлівців знаходиться озеро Земплінська Ширава. Кадастрова площа громади — 52,81 км. Протікає канал Превлака (канал).

## Історія
У IX столітті територія Земплінського краю входила до складу Великої Моравії, з тих часів збереглись залишки дороманської ротонди. У XIII ст. територія Земпліна входить до складу Угорського королівства. Перша згадка про Михайлівці датується 1244 роком, як про поселення Михаль. У 1867 році Михайлівці отримали статус міста і вони стали районним центром.
26 листопада 1944 до міста увійшли війська 4-го Українського фронту.
3 серпня 1962 р. тут помер сотник УГА Зенон Носковський, і був похований на місцевому цвинтарі.

## Населення
| Рік:            | 1993   | 2003    | 2013    | 2023     |
| --------------- | ------ | ------- | ------- | -------- |
| Кількість осіб: | 40 359 | 39 915  | 39 719  | 35 584   |
| Різниця:        |        | -1,10 % | -0,49 % | -10,41 % |

| Рік:            | 2022   | 2023    |
| --------------- | ------ | ------- |
| Кількість осіб: | 35 874 | 35 584  |
| Різниця:        |        | -0,80 % |

Населення — 39 151 особа (за оцінкою на 31 грудня 2017 р.)

## Релігія
Особливістю Михайлівців є те, що чверть населення є православними та греко-католиками.

## Пам'ятки
- Палац (зараз Земплинський музей)
- Залишки дороманської ротонди
- Пам'ятник А.Добрянському (встановлений на пропозицію Олександра Волошиновича до 10-річчя Чехо-Словацької республіки)[10]

### Храми
- Готичний римо-католицький костел св. Марії з 14 століття, перебудований у половині XVIII століття в стилі бароко, головний вівтар з 1720 року в стилі бароко перенесений з єзуїтського костела в Ужгороді в кінці XVIII століття,
- Греко-католицький костел Різдва Пресвятої Богородиці з 1787 року в стилі бароко-класицизму, з 1963 року національна культурна пам'ятка,
- Греко-католицький костел святого Архангела Михаїла в мікрорайоні Тополяни, з XVIII століття, у «візантійському стилі».
- Греко-католицький костел зіслання Святого Духа з 1935 року в неовізантійському стилі, архітектор Володимир Січинський, належить редемптористам
- Православний кафедральний собор святих рівноапостолів Кирила і Мефодія Михалівської єпархії, з XX століття, у «візантійському стилі».

## Спорт
Спортивний колектив міста жіноча гандбольна команда «Ювента» є триразовий чемпіон Словаччини.

## Міста-побратими
Михайлівці є побратимами з:
- Коньяк, Франція
- Ярослав, Польща
- Каварна, Болгарія
- Ліптовський Мікулаш, Словаччина
- Панчево, Сербія
- Шаторальяуйхей, Угорщина
- Ужгород, Україна
- Вільяреал, Іспанія
- Вишков, Чехія